# Крысин, Геннадий Владимирович
Геннадий Владимирович Крысин (р.25 декабря 1957) — советский гимнаст, призёр Олимпийских игр.
Геннадий Крысин родился в 1957 году в Москве. Выступал за клуб «Буревестник». В 1976 году завоевал серебряную медаль Олимпийских игр в Монреале. В 1978 году завоевал серебряную и бронзовую медали чемпионата мира.